# Lysitermus maculipennis
Lysitermus maculipennis är en stekelart som först beskrevs av William Harris Ashmead 1894.  Lysitermus maculipennis ingår i släktet Lysitermus och familjen bracksteklar. Inga underarter finns listade i Catalogue of Life.